# Cinque sola
L'espressione i cinque sola (della Riforma) si riferisce a cinque formule sintetiche in lingua latina, emerse durante la Riforma protestante, che riassumono, in modo espressivo e facile da rammentare, i punti fondamentali del suo pensiero teologico. Si può dire che esse rappresentino il cuore stesso del protestantesimo, i criteri che ne definiscono l'identità, le sue colonne portanti.
Inizialmente proposti in contrapposizione al pensiero ed alla prassi del cattolicesimo romano del tempo, i cinque "sola" della Riforma ancora sono utilizzati per riaffermare l'esclusivismo fondamentale della fede protestante rispetto a posizioni diverse del panorama religioso.
I cinque "sola" della Riforma sono: 
1. Sola Scriptura (con la sola Bibbia);
2. Sola Fide (con la sola fede);
3. Sola gratia (con la sola grazia);
4. Solus Christus (soltanto Cristo);
5. Soli Deo Gloria (la gloria soltanto a Dio).

Queste espressioni possono essere raggruppate in questo modo: "Fondati sulla sola Scrittura, affermiamo che la giustificazione è per sola grazia, attraverso la sola fede, a causa di Cristo soltanto, e tutto alla sola gloria di Dio".

## Sola Scriptura
Sola Scriptura è la dottrina che afferma come Dio abbia rivelato autorevolmente la Sua volontà attraverso gli scritti della Bibbia (le Sacre Scritture dell'Antico e del Nuovo Testamento) e che essa soltanto sia regola ultima della fede e della condotta del cristiano. Ispirata da Dio, l'insegnamento della Bibbia è considerato sufficiente di per sé stesso e sufficientemente chiaro ed accessibile a tutti nelle sue linee essenziali per portare una persona a conoscere la via della salvezza dal peccato attraverso la persona e l'opera di Cristo. "Ogni Scrittura è ispirata da Dio e utile a insegnare, a riprendere, a correggere, a educare alla giustizia,  perché l'uomo di Dio sia completo e ben preparato per ogni opera buona" (2 Timoteo 3:16-17).
Il Sola Scriptura è talvolta chiamato il principio formale della Riforma, dato che è fonte e norma del principio materiale, cioè la sola fide. Sola Scriptura implica anche che la Bibbia è ritenuta contenere in sé i suoi stessi criteri interpretativi, secondo l'espressione latina: "Scriptura interpres sui ipsius" (la Scrittura è interprete di se stessa). L'analisi del singolo testo biblico, cioè, non può che tener conto del contesto proprio e del confronto con altri testi di riferimento. Questo è garanzia di interpretazione autentica.
L'aggettivo "sola" e il sostantivo "Scriptura" in latino sono espressi nel caso ablativo e non nominativo per indicare come la Bibbia sia lo strumento mediante il quale Dio rivela la sua Parola che è Gesù Cristo. Le Scritture trasmettono la Parola rivolta da Dio per mezzo dei profeti e per mezzo di Gesù Cristo. Tutte le chiese evangeliche considerano perciò le Scritture come unica fonte di rivelazione e quindi suprema autorità per la fede, la dottrina e la vita (sola Scriptura). In sintonia con la Riforma, esse ritengono che le proposizioni del testo biblico compreso nel suo senso semplice - racchiudano tutto ciò che è necessario e sufficiente alla fede e alla salvezza. Mediante il suo Spirito, Dio ha guidato profeti e apostoli dalla Parola alla Scrittura; mediante lo stesso Spirito conduce anche i credenti dalle Scritture all'ascolto della sua Parola.
La Riforma protestante contrappone il Sola Scriptura alle posizioni del Cattolicesimo o del Cristianesimo orientale, i quali aggiungono alle Scritture altri materiali di riferimento come l'autorità della tradizione, del Magistero ufficiale della chiesa, o quella degli antichi padri della chiesa e dei concili. Il Sola Scriptura si contrappone pure all'insegnamento di gruppi religiosi come, per esempio, quello dei Mormoni che alla Bibbia aggiungono il libro di Mormon come autorità imprescindibile, oppure ai Testimoni di Geova che affermano che la Bibbia debba interpretarsi secondo quanto stabilito univocamente dal loro gruppo dirigente, del quale affermano investitura divina e che quindi va a costituire un'aggiunta alle sole Scritture. Benché il Protestantesimo comprenda diverse scuole di pensiero, abbia le proprie onorate tradizioni, come pure teologi e interpreti di fiducia, nessuna di queste viene considerata assoluta o indispensabile, ma sempre discutibile e da sottoporre al vaglio critico della Scrittura, che rappresenta l'unico riferimento stabile.
Non di rado il Sola Scriptura protestante viene contestato dal Cattolicesimo e dall'Ortodossia, che sostengono l'inconsistenza biblica di tale principio, che non è mai esplicitato nelle Scritture e che è a sua volta diventato una dottrina umana al pari di quelle che il Protestantesimo si prefiggeva di eliminare.
A sostegno di tale posizione vengono citati alcuni versetti: "Perciò, fratelli, state saldi e mantenete le tradizioni che avete appreso sia dalla nostra parola sia dalla nostra lettera." (2 Tessalonicesi 2:15) e ancora: "E tu, figlio mio, attingi forza dalla grazia che è in Cristo Gesù: le cose che hai udito da me davanti a molti testimoni, trasmettile a persone fidate, le quali a loro volta siano in grado di insegnare agli altri." (2 Timoteo 2:1-2).

## Sola fide
Con il "Sola Fide" Lutero intende affermare il valore assoluto della fede per la salvezza dell'anima. Questo esclude che la giustificazione ed i benefici della salvezza possano essere ricevuti attraverso le nostre opere o i meriti. Il peccato, infatti contamina l'uomo al punto che qualunque opera, per quanto buona sia, è del tutto insufficiente ai fini della salvezza. La dottrina del Sola fide è talvolta chiamata "la causa o principio materiale" della Riforma, perché per Martin Lutero ed i riformatori era una questione centrale della fede cristiana. Lutero la chiama: "l'articolo per il quale la chiesa si regge oppure cade" (in latino: articulus stantis vel cadentis ecclesiae).
Questa dottrina afferma, così, la totale esclusione, nella giustificazione del peccatore, di qualsiasi altra "giustizia" o meriti (propri o altrui) se non quelli conseguiti da Cristo soltanto. Essa è iustitia aliena, la giustizia "di un altro" (Cristo) accreditata al credente. Non quindi le nostre opere o cerimonie religiose sono funzionali alla salvezza, ma solo la fede in Cristo, la nostra adesione incondizionata a Lui e la rinuncia a qualsiasi nostra pretesa o merito.
Tale principio, contestato dalle Chiese Cattolica e Ortodossa non tiene apparentemente  conto della Lettera di Giacomo, violando di fatto il Sola Scriptura. Essa afferma: "A che serve, fratelli miei, se uno dice di avere fede, ma non ha le opere? Quella fede può forse salvarlo? Se un fratello o una sorella sono senza vestiti e sprovvisti del cibo quotidiano e uno di voi dice loro: «Andatevene in pace, riscaldatevi e saziatevi», ma non date loro il necessario per il corpo, a che cosa serve? Così anche la fede: se non è seguita dalle opere, in se stessa è morta. Al contrario uno potrebbe dire: «Tu hai la fede e io ho le opere; mostrami la tua fede senza le opere, e io con le mie opere ti mostrerò la mia fede». Tu credi che c'è un Dio solo? Fai bene; anche i demòni lo credono e tremano! Insensato, vuoi capire che la fede senza le opere non ha valore? Abramo, nostro padre, non fu forse giustificato per le sue opere, quando offrì Isacco, suo figlio, sull'altare? Vedi: la fede agiva insieme alle opere di lui, e per le opere la fede divenne perfetta. E si compì la Scrittura che dice: Abramo credette a Dio e gli fu accreditato come giustizia, ed egli fu chiamato amico di Dio. Vedete: l'uomo è giustificato per le opere e non soltanto per la fede. Così anche Raab, la prostituta, non fu forse giustificata per le opere, perché aveva dato ospitalità agli esploratori e li aveva fatti ripartire per un'altra strada? Infatti come il corpo senza lo spirito è morto, così anche la fede senza le opere è morta." (Giacomo 2:14-26)
La lettera di Giacomo comunica quindi che le opere possono essere il risultato della fede, e quindi della salvezza. Con la fede e le opere ci si salva, tramite le opere che la fede può produrre, ma anche le opere fatte senza la fede sono affidate al giusto giudizio di Dio.

## Sola gratia
Sola gratia indica la dottrina per la quale la salvezza dalle fatali conseguenze del peccato è possibile solo mediante un sovrano atto di grazia di Dio, non qualcosa che il peccatore possa meritarsi. La salvezza, quindi, è un dono immeritato. L'unico "attore" nell'opera della salvezza è Dio. Essa non è in alcun modo il risultato di cooperazione fra Dio e l'essere umano che ne è coinvolto. "Infatti è per grazia che siete stati salvati, mediante la fede; e ciò non viene da voi; è il dono di Dio" (Efesini 2:8).
Questa dottrina stabilisce nell'opera di salvezza il monergismo. È Dio solo che agisce nella salvezza del peccatore. La responsabilità della salvezza non risiede in alcun modo nel peccatore, come viene ad esempio presentata nel sinergismo o nel Pelagianesimo.

## Solus Christus
Solus Christus indica la dottrina secondo la quale Gesù Cristo è la piena, completa e definitiva rivelazione di Dio. Egli è l'unico Mediatore possibile fra Dio e l'essere umano, e la salvezza dalle conseguenze del peccato è possibile solo attraverso di Lui. Questa frase talvolta è resa nel caso ablativo, "Solo Christo", significando che la salvezza la si può conseguire solo attraverso Cristo.
Questa dottrina respinge l'idea che vi possano essere altri personaggi (vivi o morti) oltre a Gesù Cristo, attraverso i quali si possa ottenere salvezza davanti a Dio: non esistono, cioè altre vie che portino a Dio, come Gesù stesso ha affermato: "Io sono la via, la verità e la vita; nessuno viene al Padre se non per mezzo di me" (Giovanni 14:6) e come conferma il Nuovo Testamento: "In nessun altro è la salvezza; perché non vi è sotto il cielo nessun altro nome che sia stato dato agli uomini, per mezzo del quale noi dobbiamo essere salvati" (Atti 4:12). Questa dottrina, inoltre contesta diverse dottrine del Cattolicesimo, che propongono ai fedeli la mediazione di Maria o dei santi, come pure l'intercessione dei sacramenti o quella dei sacerdoti.
"Infatti c'è un solo Dio e anche un solo mediatore fra Dio e gli uomini, Cristo Gesù uomo" (1 Timoteo 2:5).

## Soli Deo gloria
Soli Deo gloria indica la dottrina per la quale si afferma che solo Dio è degno di ogni gloria ed onore. Nessuno può vantarsi d'alcunché o accampare meriti suoi propri, come se un qualsiasi bene provenisse da lui. "...poiché in lui sono state create tutte le cose che sono nei cieli e sulla terra, le visibili e le invisibili: troni, signorie, principati, potenze; tutte le cose sono state create per mezzo di lui e in vista di lui" (Colossesi 1:16); "Tu sei degno, o Signore e Dio nostro, di ricevere la gloria, l'onore e la potenza: perché tu hai creato tutte le cose, e per tua volontà furono create ed esistono" (Apocalisse 4:11).
A Dio soltanto ed al Suo Cristo, afferma questa dottrina, deve andare la gloria per la salvezza, per la fede, e per le opere buone eventualmente compiute. "Così parla il SIGNORE: «Il saggio non si glori della sua saggezza, il forte non si glori della sua forza, il ricco non si glori della sua ricchezza:  ma chi si gloria si glori di questo: che ha intelligenza e conosce me, che sono il SIGNORE. Io pratico la bontà, il diritto e la giustizia sulla terra, perché di queste cose mi compiaccio», dice il SIGNORE" (Libro di Geremia 9:23-24).
Il Soli Deo gloria si contrappone così all'esaltazione di una qualsiasi creatura o prodotto umano, quale che sia la sua elevata condizione, che deve essere così considerata idolatria. Ritiene che non ci siano quindi "santi", "madonne", autorità religiose o civili, ideologie o realizzazioni umane che possano vantare alcunché di per sé stesse, perché tutto ciò che hanno e sono deriva da Dio, al quale solo va rivolto il culto, la lode, le preghiere. A nessuno è lecito di "essere elevato alla gloria degli altari". Al riguardo del Cristo la Scrittura dice: "Perciò Dio lo ha sovranamente innalzato e gli ha dato il nome che è al di sopra di ogni nome, affinché nel nome di Gesù si pieghi ogni ginocchio nei cieli, sulla terra, e sotto terra, e ogni lingua confessi che Gesù Cristo è il Signore, alla gloria di Dio Padre" (Filippesi 2:9-11).